# 魯營球場
魯營球場（發音：[ˌkamˈnɔw]），現因獲冠名贊助稱為Spotify诺坎普球场，是位於西班牙加泰隆尼亞首府巴塞羅那市內的足球場，自1957年建成以來一直是巴塞罗那的主場。目前球場可容量99,354人，為西班牙和歐洲最大的體育場，也是世上第四大容量的球場。1998年至99年球季獲歐洲足協選為五星級球場。
2022年3月15日，巴塞罗那俱乐部方面与音乐流媒体平台Spotify达成协议，诺坎普球场2022年7月起接受后者冠名，命名为“Spotify诺坎普球场”（Spotify Camp Nou）。

## 歷史

### 球場起源
在魯營球場未建成前，巴塞羅拿所採用的勒哥爾特球場只能容納6萬人，當時球會認為球場已經不敷應用，於是決定在球場附近買下一大塊土地興建新球場。但籌建初期，巴塞羅拿會方曾經為選址問題而出現爭拗，直至新會長美羅桑斯上任後，終於在1954年動工，並命名為魯營球場，於1957年9月24日正式啟用。
建立初期，雖然球場正式官方名稱為（巴塞羅拿足球會球場），但球迷一般稱之為（新球場）。直到2000/2001赛季，经过俱乐部会员公投，以（魯營球場）这一名字为其正式官方名称。
魯營球場的看台座位砌成了加泰隆尼亞語字句—，此為巴塞羅拿的座右銘，英文譯作「More than a club」，即「不僅僅是一家球會」。
在过去几年间，魯營球場可容纳观众的数量不断增加。最初只有106146个座位，到1982年举办国际足联世界杯的时候，已经增加到121401个座位。
魯營球場虽然坐落在巴塞罗那，但同时也隶属于加泰罗尼亚，目前也常用于举办其他足球赛事。

### 現代
2017年10月1日，2017年加泰羅尼亞獨立公投當日，巴塞隆納球會基於市面形勢，為保護球迷人身安全向賽會申請延期作賽，惟竟遭賽會回絕並要脅延期作賽會視作罷賽將被扣6分之多，最終巴塞隆拿決定與拉斯帕尔马斯於魯營球場的聯賽閉門作賽抗議，並於計分板展示投票箱。
2023年4月14日，巴塞隆拿宣布，為配合全面翻新魯營球場的工程，球隊在2023/24球季將不能使用魯營作為主場，改為借用1992年舉辦過夏季奧運孔帕尼斯奥林匹克体育场作為主場，更換主場計劃要耗支2,000萬歐元。新魯營球場將獲贊助冠名為「Spotify魯營」，除了會加裝天花板之外，座位亦由原本99,354個增加至105,000個，預計2024年會先以一半入座率方式重開。

## 曾經在此球場進行過的重要賽事
- 1964年 - 城市博覽會盃決賽（薩拉戈薩2-1華倫西亞）
- 1964年 - 歐洲國家盃
  - 準決賽（蘇聯3-0丹麥）
  - 季軍戰（匈牙利3-0丹麥）
- 1972年 - 歐洲盃賽冠軍盃決賽（格拉斯哥流浪3-2莫斯科戴拿模）
- 1982年 - 歐洲盃賽冠軍盃決賽（巴塞隆拿2-1標準列治）
- 1982年 - 世界盃揭幕戰（比利時1-0阿根廷）
  - 於1982年世界盃共進行過5場賽事
- 1989年 - 歐洲冠軍球會盃決賽（AC米蘭4-0布格勒斯特星）
- 1992年 - 巴塞隆拿奧運會足球決賽（西班牙3-2波蘭）
- 1999年 - 歐洲聯賽冠軍盃決賽（曼徹斯特聯2-1拜仁慕尼黑）
- 2017年 - 歐洲聯賽冠軍盃八分之一决赛次回合（巴塞罗那6-1巴黎圣日耳曼）（注:首回合巴黎圣日耳曼4-0巴塞罗那，此前沒有球隊可在首回合失四球的劣勢下逆轉出綫）
- 2022年 - 2021-22赛季女足欧冠1/4决赛次回合 （巴塞罗那 5（8） - 2（3） 皇家马德里） （注：这是该球场首次承办女足赛事，球场上座人数打破1999年女足世界杯决赛上座纪录，创造女子足球历史）

## 相片集

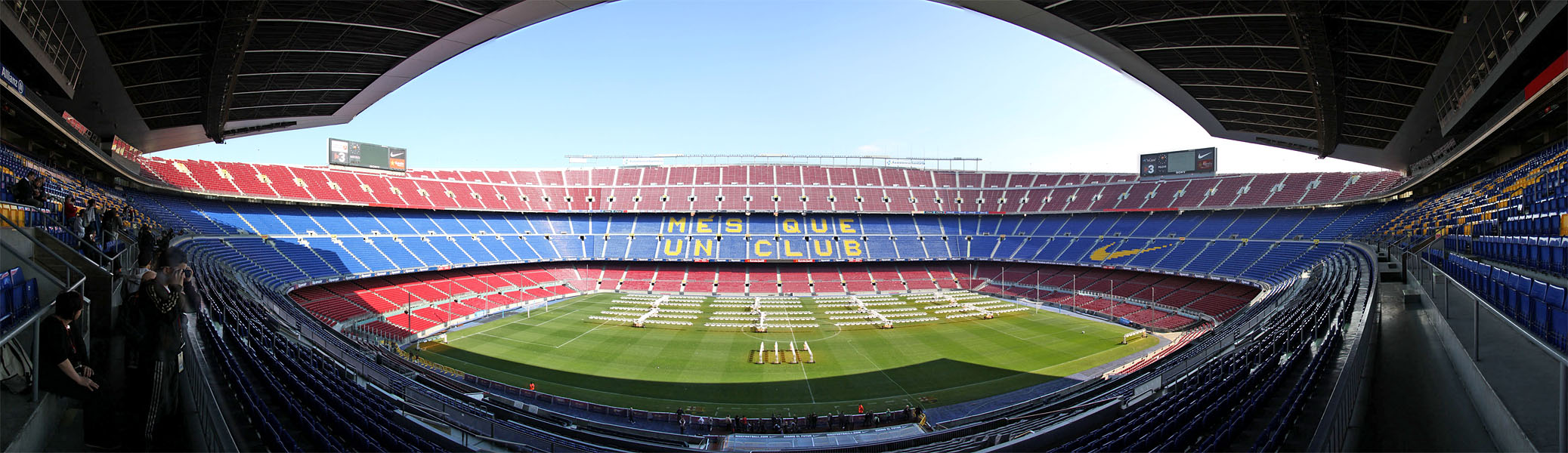
魯營球場全景

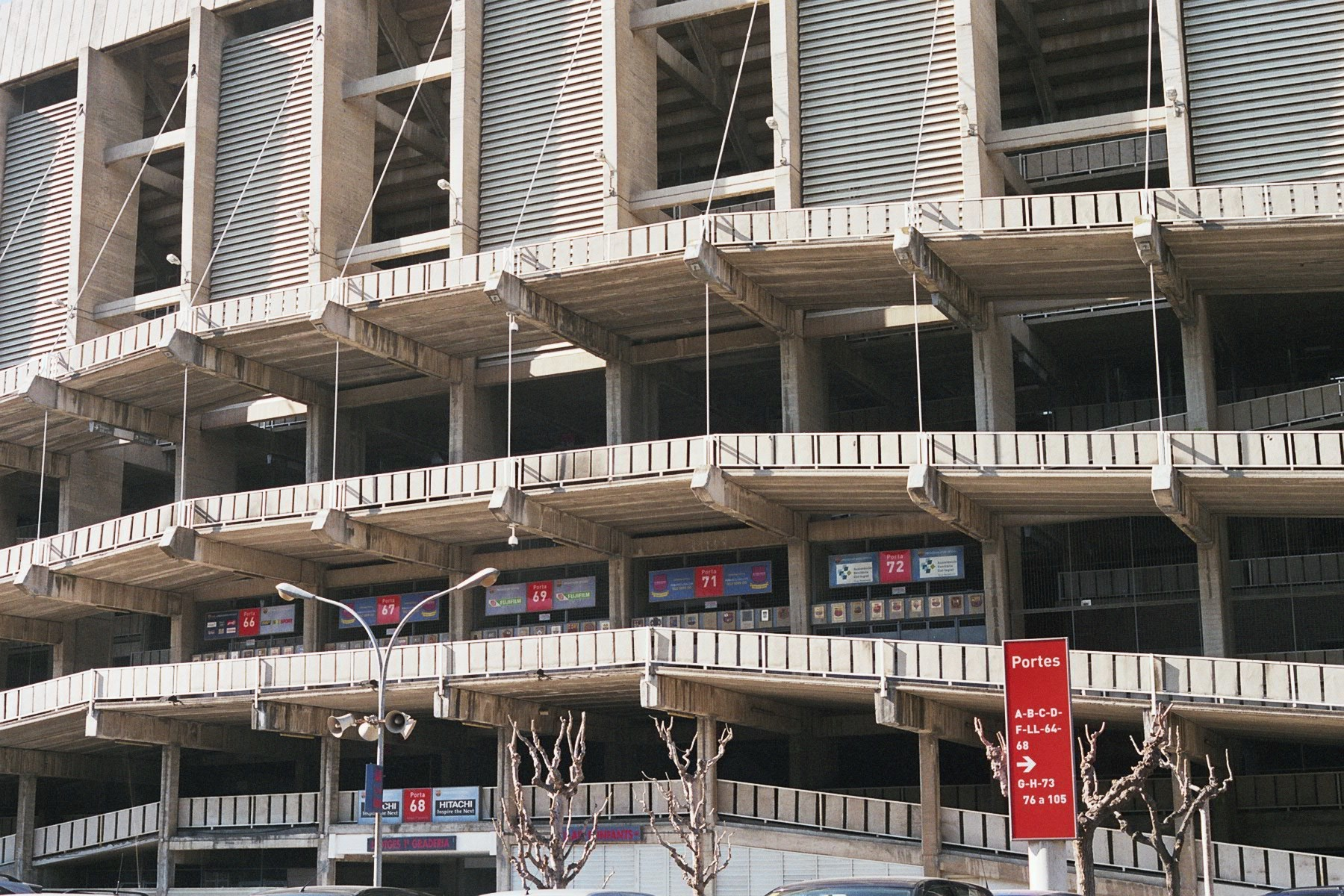
大門
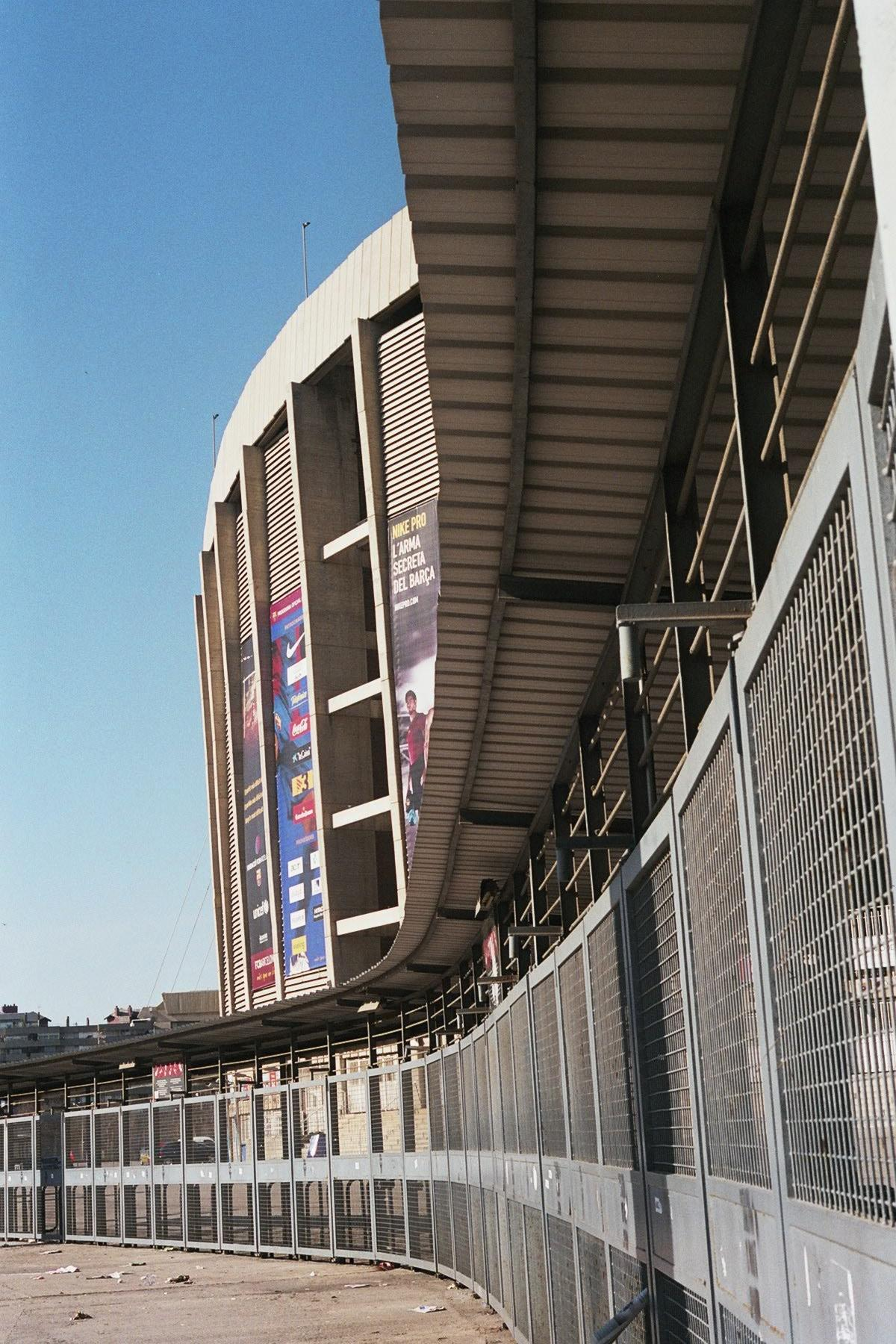
入口
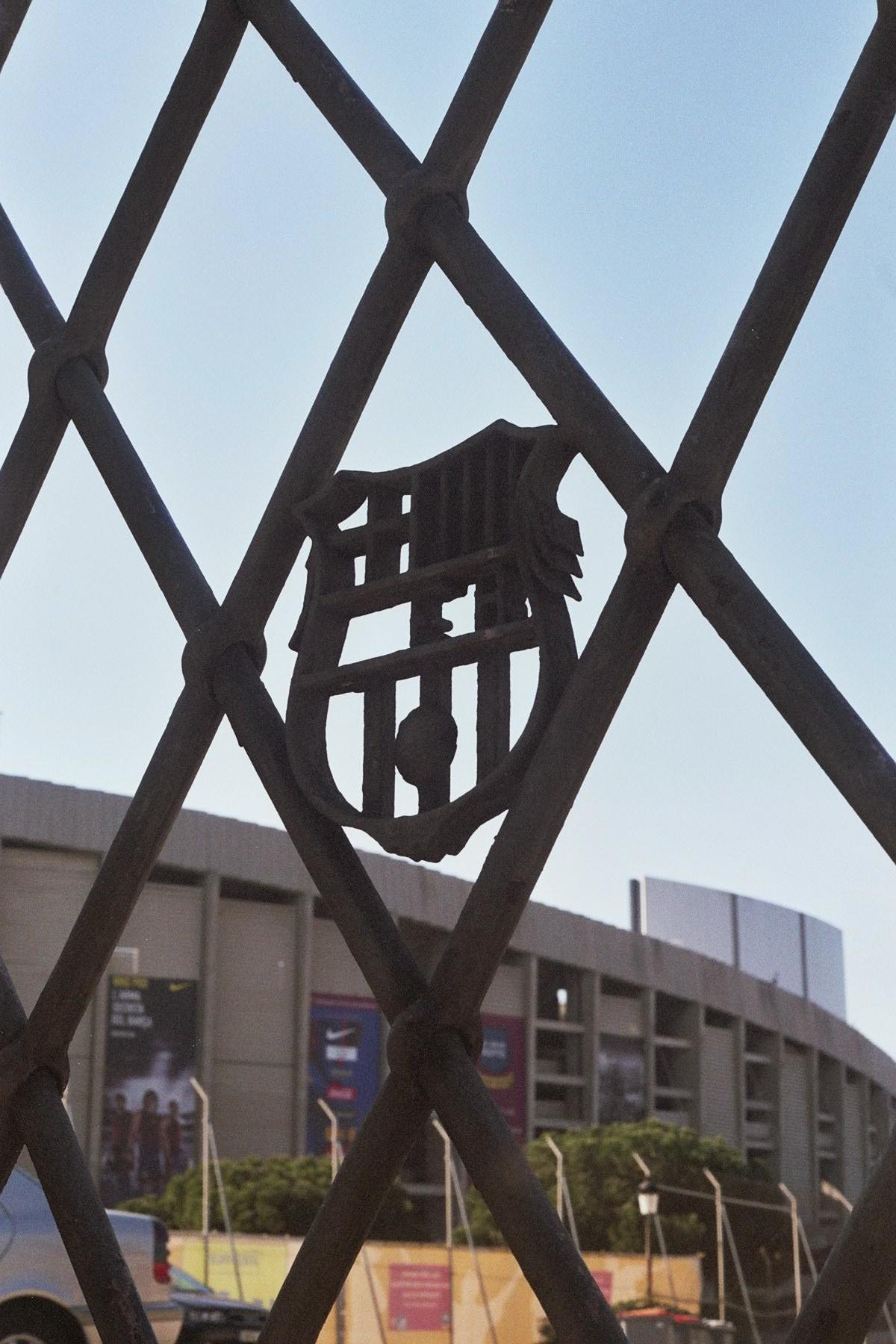
球場前的會徽
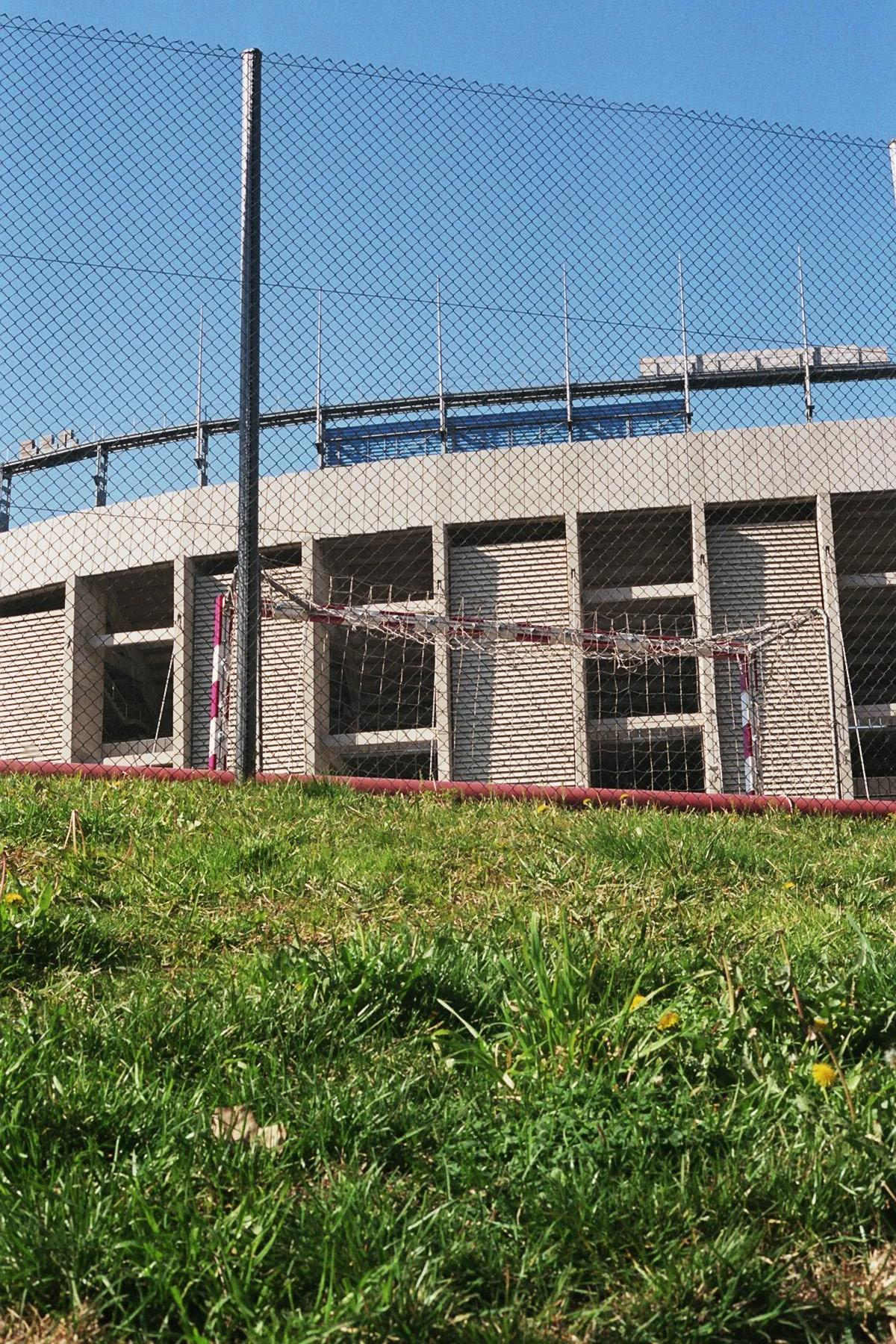
魯營球場
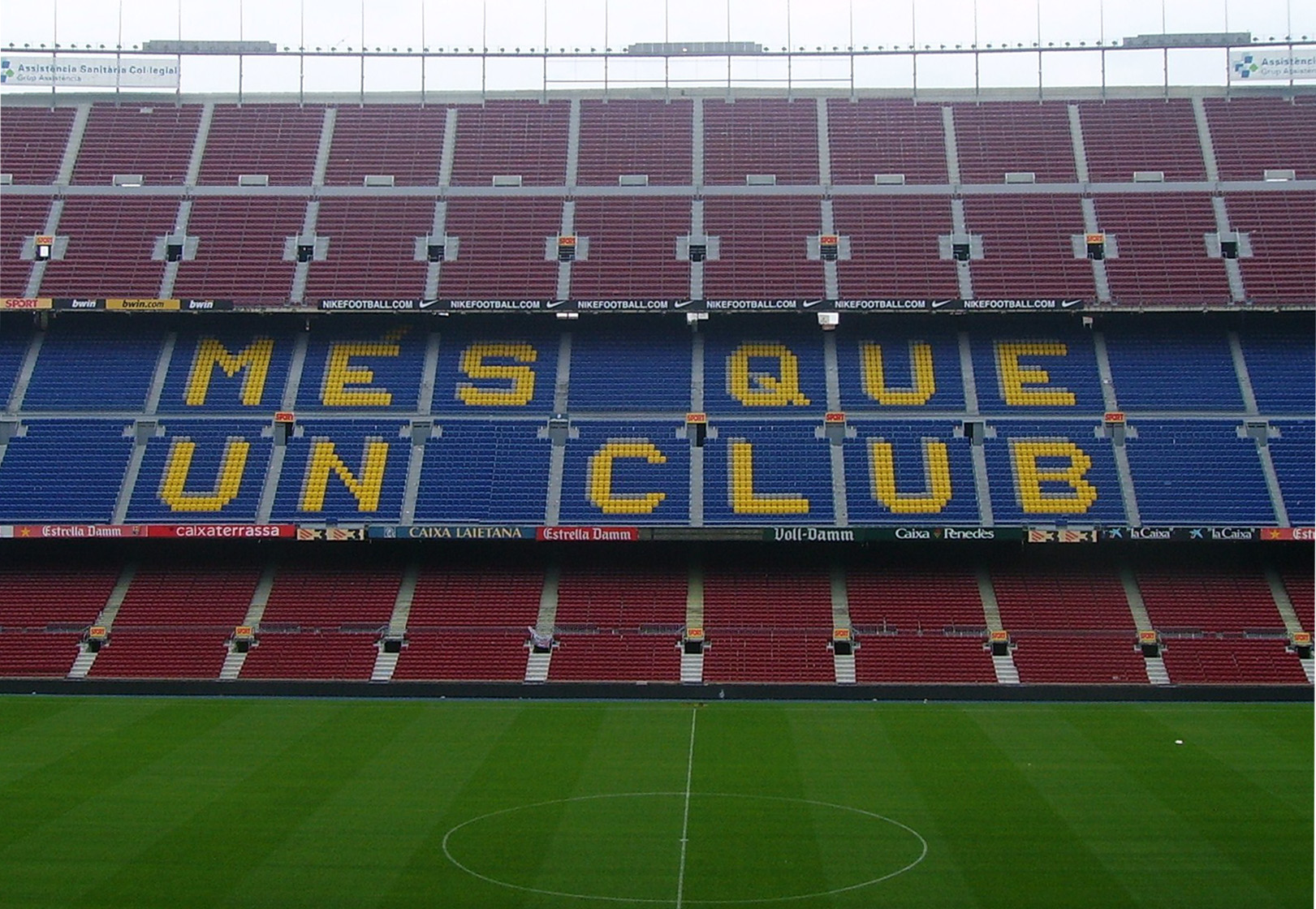
「Més que un club」的字樣
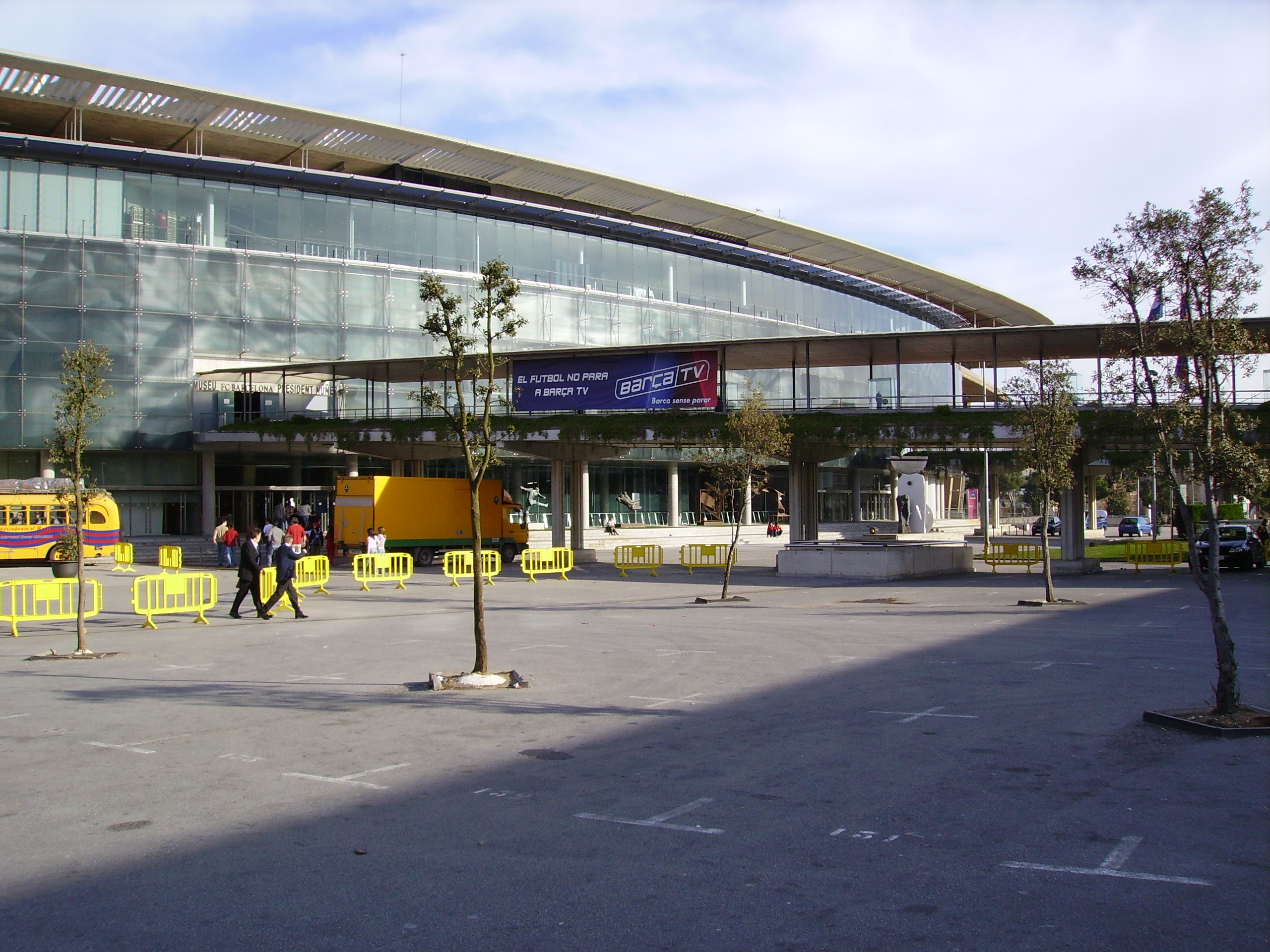
魯營球場
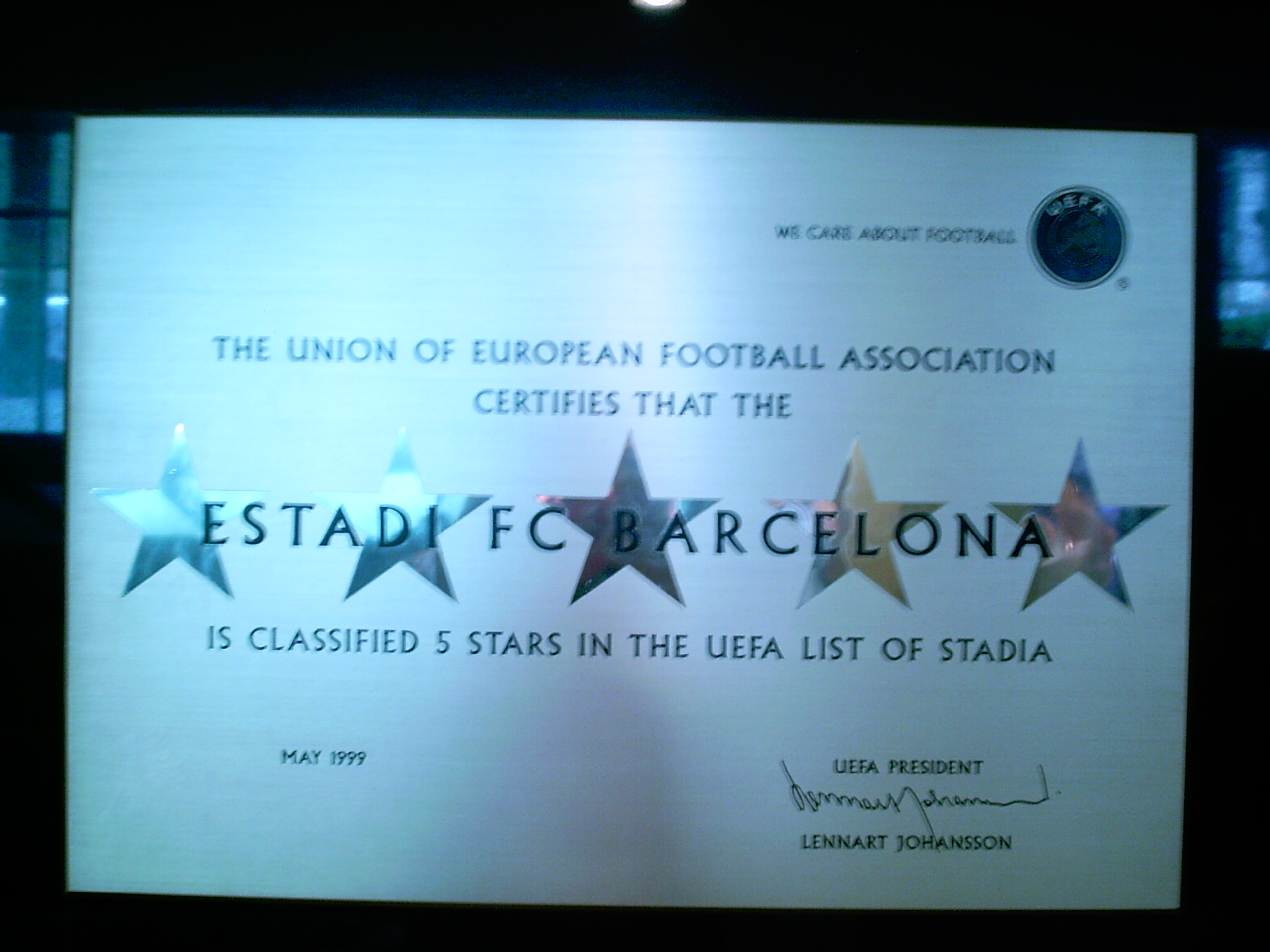
1999年歐洲足協授予魯營球場「五星級足球場」評級

## 外部連結
- 官方网站
- Profile at Estadios de España （页面存档备份，存于） （英語）